# أليانس فرانسيز
أليانس فرانسيز (بالفرنسية: Alliance française)، هي منظمة دولية تهدف إلي ترويج الثقافة واللغة الفرنسية في جميع أنحاء العالم. أنشئت في باريس في 21 يوليو 1883، اهتمامها الرئيسي هو تدريس اللغة الفرنسية كلغة ثانية ويقع مقرها الرئيسي في باريس.

## التاريخ

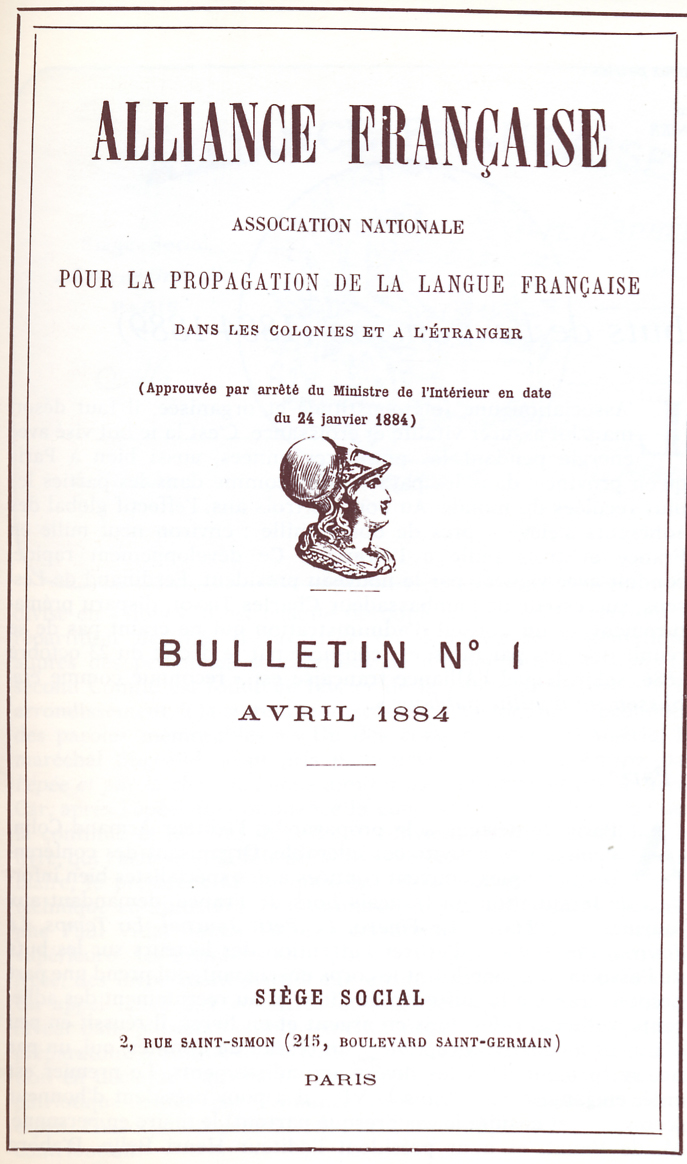
أول منشور لالآليانس فرانسيز في عام 1884.

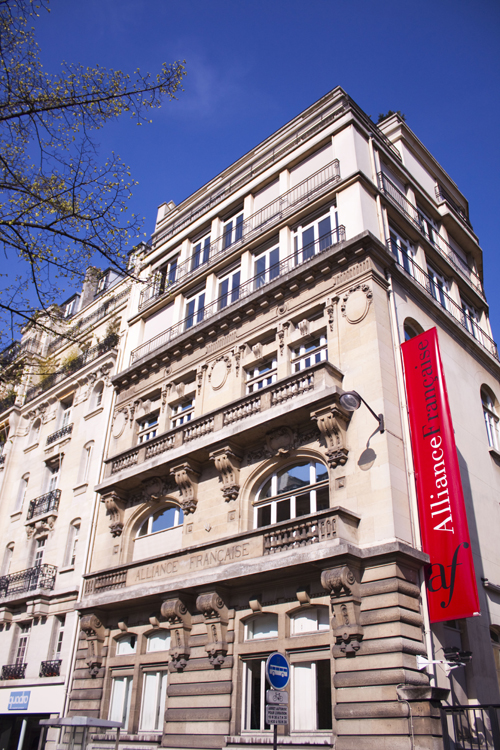
الآليانس فرانسيز باريس إيل دو فرانس.

الآليانس فرانسيز أنشئت في باريس في 21 يوليو 1883 من قبل مجموعة من الرجال البارزين، بما في ذلك العالم لوي باستير,و الدبلوماسي فرديناند دي لسبس,و الكاتبين جول فيرن وإرنست رينان,و الناشر أرمان كولين.
تمول معظم أنشتطها من الرسوم التي تتلقاها من الدورات و من استئجار منشآتها.كما توفر الحكومة الفرنسية دعم يغطي نحو خمسة في المئة من ميزانيتها (حوالي 665,000 € في عام 2003)
أكثر من 440,000 طالب يتعلمون اللغة الفرنسية في واحدة من المراكز التي تديرها الآليانس فرانسيز، التي تضم شبكة من المدارس:
- مركز في باريس, الآليانس فرانسيز باريس إيل دو فرانس
- مواقع في جميع أنحاء فرنسا للطلاب الأجانب و
- 1016 موقع في 135 بلدا.

المنظمات خارج باريس محلية، تدار بامتيازات بشكل مستقل.لكل منها لجنة ورئيس. الآليانس فرانسيز هي علامة تجارية مملوكة لمركز باريس.في العديد من البلدان، يتم تمثيل الأليانس فرانسيز في باريس من قبل مندوب عام.الحكومة الفرنسية تشغل أيضا 150 معهد ثقافي فرنسي منفصلة
مهمتها تعزيز الثفافة و اللغة الفرنسية.

## الاعتراف
في عام 2005,جنبا إلى جنب مع جمعية دانتي أليغييري,المجلس الثقافي البريطاني,معهد جوته,معهد سرفانتسو معهد كامويس , الآليانس فرانسيز حصلت علي جائزة أمير أستورياس للإنجازات البارزة في مجال الاتصالات والعلوم الإنسانية.

## حسب البلد

### فرنسا
- مؤسسة الآليانس فرانسيز

### باريس
- لأليانس فرانسيز باريس إيل دو فرانس

### أفريقيا

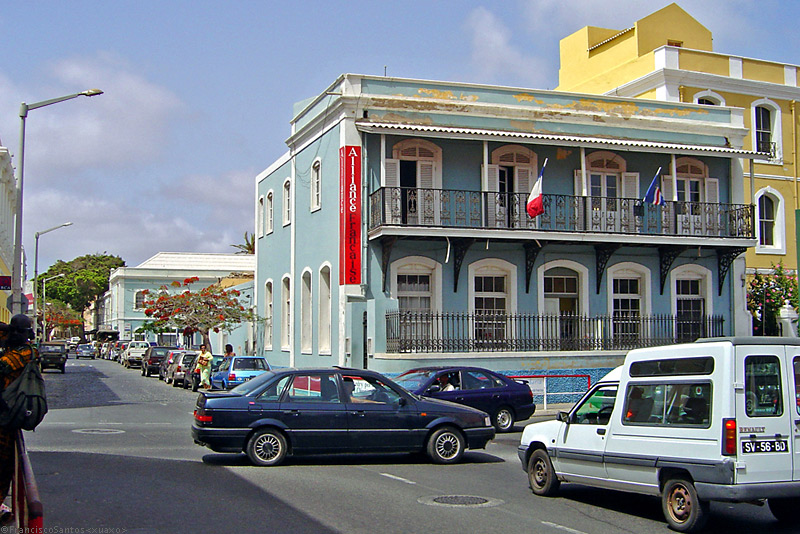
الآليانس فرانسيز في منديلو، جزيرة ساو فيسنتي,الرأس الأخضر.

- بوتسوانا 1
- جزر القمر 1
- كينيا 2 [3]
- ليسوتو 1
- مدغشقر 29
- موريشيوس 6
- موزامبيق 1
- ناميبيا 1
- نيجيريا 10 [4]
- جنوب أفريقيا 13 [5]
- سوازيلاند 1
- أوغندا 1 [6]
- زيمبابوي 1

### أمريكيتان

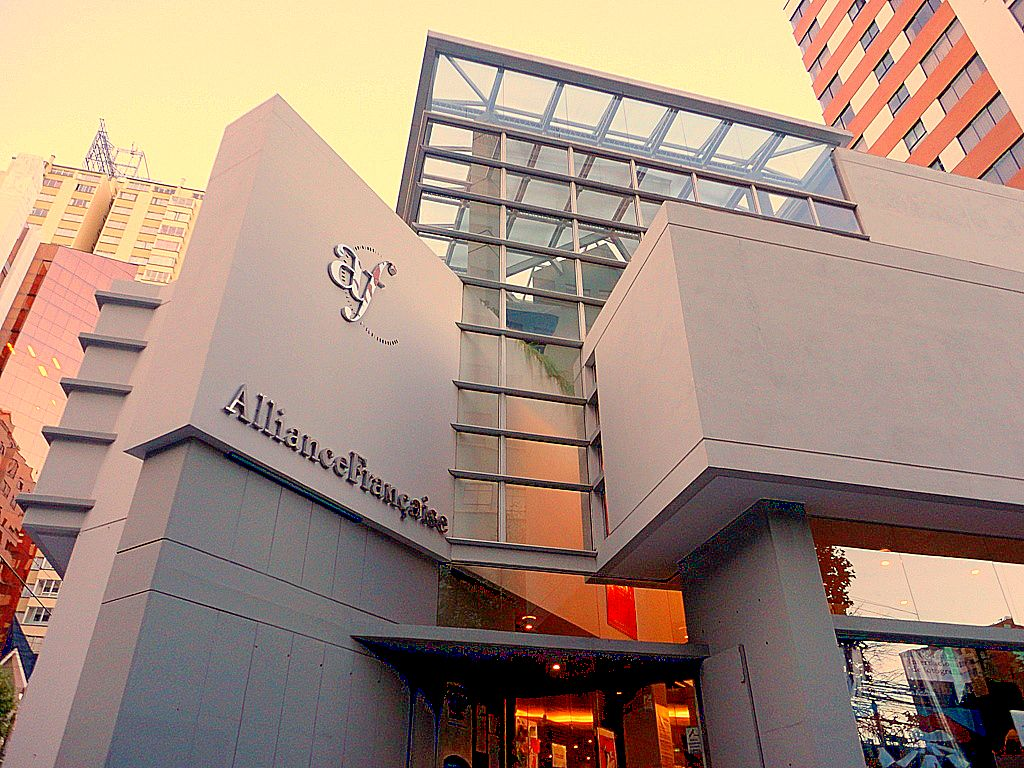
المبني الجديد أليانس فرانسيز في لاباز,بوليفيا.

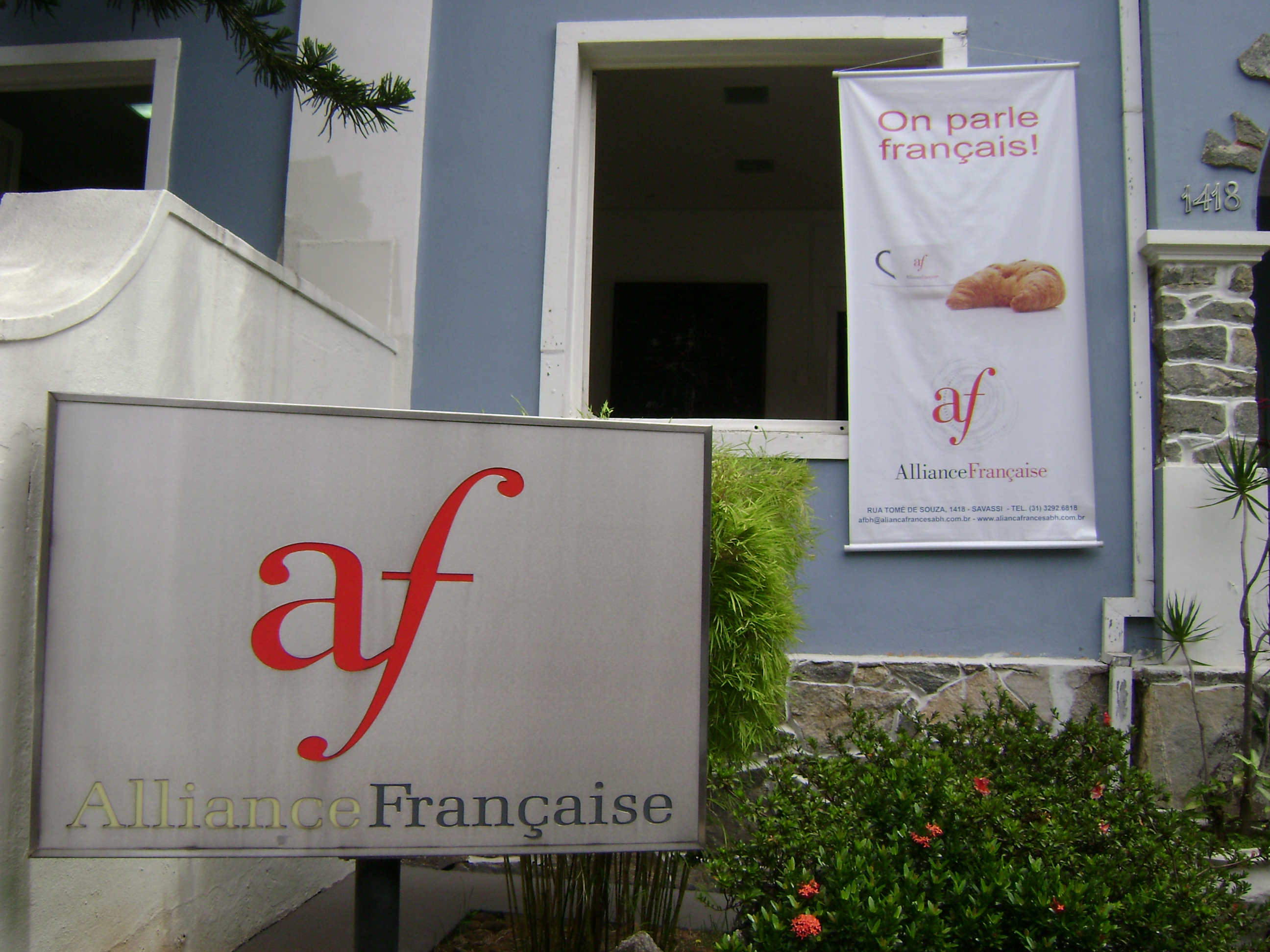
أليانس فرانسيز في بيلو هوريزونتي، برازيل.

- الأرجنتين هناك 72 شراكة مع 16,000 طالب يشكلون شبكة هي الأكبر و الأقدم في العالم.في روزاريو، بوينس آيرس، قرطبة، كامبانا، سانتا في، ميندوزا.[7]
- برمودا يوجد مركز واحد لأليانس فرانسيز.[8]
- بوليفيا يوجد 5 مراكز لأليانس فرانسيز في جميع المناطق الرئيسية للسكان: كوتشابامبا، لاباز، سانتا كروز دي لا سييرا، سوكري، تاريخا.[9]
- البرازيل هناك العديد من مراكز أليانس فرانسيز في العديد من المدن البرازيلية,ريو دي جانيرو، وساو باولو، نيتيروي ...
- كندا لديها 9 مراكز أليانس فرانسيز من ساحل امحيط الأطلسي إلي ساحل المحيط الهادي فيكتوريا، فانكوفر، كالجاري، ادمونتون، وينيبيغ، تورنتو، أوتاوا، مونكتون، هاليفاكس.[10]
- كولومبيا لديها 20 مركز لأليانس فرانسيز في 16 مدينة.[11]
- كوستاريكا لديها 3 مراكز لأليانس فرانسيز، الأولى في باريو آمون، في الجانب الشرقي من العاصمة سان خوسيه واثنين آخرين، واحدة في لا سابانا (الجانب الغربي من العاصمة) وأيضا في هيريديا، محافظة أخرى من كوستاريكا.[12]
- دومينيكا يوجد مركز واحد في العاصمة روسو.
- جمهورية الدومينيكان لديها 4 مراكز لأليانس فرانسيز، واحدة في العاصمة سانتو دومينغو، والباقي في مدن سانتياغو، ماو ومونتي كريستي.